# Wishbone Ash
Wishbone Ash ist eine britische Rockband. Sie feierte ihre größten Erfolge in den frühen 1970er Jahren. Die Gruppe entstand 1969 in Devon im Südwesten Englands und gilt als eine der ersten Bands mit zwei Leadgitarristen.

## Biografie
Die Ursprünge der Band liegen im Jahr 1966, als sich Steve Upton (Schlagzeug), Martin Turner (Bass, Gesang) und sein Bruder Glen Turner (Gitarre, Gesang) in Torquay zusammentaten und die Empty Vessels gründeten. Die Band bewährte sich, benannte sich in Tanglewood um und zog nach London. Der nächste Schritt kam, als sie Miles Copeland als Manager gewinnen konnten. Allerdings ging Glen Turner den Schritt nicht mit und verließ die Band. Auf der Suche nach Ersatz fanden sie per Annonce mit Andy Powell und David A. „Ted“ Turner (nicht verwandt mit Martin) gleich zwei Gitarristen. Weil man sich zwischen den beiden nicht entscheiden konnte und stattdessen lieber auf einen Keyboarder verzichtete, wurde der „dual lead-guitar sound“ der Band geboren.
Das Quartett bildete die erste Formation von Wishbone Ash. Sie studierten ein völlig neues Repertoire an Songs ein und nach ersten Auftritten wurden sie 1970 als Vorgruppe von Deep Purple engagiert. Dadurch stieg nicht nur ihre Bekanntheit, sie kamen dadurch auch zu einem Plattenvertrag mit dem Label Decca Records. Ihr nach der Band benanntes Debütalbum Wishbone Ash erschien noch im selben Jahr. Damit kamen sie auf Anhieb unter die Top 40 der britischen Albumcharts. Ein Jahr später folgte Pilgrimage, mit dem sie auch in den USA erfolgreich waren. 1972 galt Wishbone Ash als die beliebteste britische Newcomer-Band. Ihr drittes Album Argus wurde in verschiedenen Medien zum „Album des Jahres“ gekürt. Mit Platz 3 in Großbritannien war es auch ihre erfolgreichste Veröffentlichung.
Kennzeichnend für Wishbone Ash ist ihr melodischer, gitarrenorientierter Rock, der charakteristisch von zwei im Duett gespielten E-Gitarren dominiert wird. Der Gesangsstil ist dabei oft balladenhaft. Epische oder religiöse Themen prägen besonders in der Frühphase die Musik der Band, wie z. B. bei Throw Down the Sword, Warrior, The King Will Come. Der Stil der Band zeichnet sich auf den ersten Alben durch große Experimentierfreude aus: Harter Rock vermischt sich mit sanften Folk-Melodien oder mit jamsessionartigen, weiträumigen Improvisationen mit fast jazzigem Einschlag. Spätere Alben orientieren sich dagegen stärker an konventionellem Heavy-Rock und geradlinigem Rock ’n’ Roll.
Mit Wishbone Four folgte 1973 ihr erfolgreichstes Album in den USA, außerdem veröffentlichten sie mit Live Dates ihr erstes Livealbum, das in den USA besonders gut ankam, aber auch in ihrer Heimat ihre erste Silberne Schallplatte einbrachte. Danach zog es jedoch Ted Turner nach Peru und es kam erstmals zu einer Umbesetzung in der Band. Turner wurde ersetzt durch Laurie Wisefield, der von Home kam. Die Londoner Band hatte auch schon drei Alben veröffentlicht und ebenfalls mit zwei Leadgitarren gespielt. Er prägte das 1974er Album There’s the Rub mit, mit dem sie zum zweiten Mal Silber erzielten und das sie erstmals auch in Deutschland in die Charts brachte.
Diese zweite Formation produzierte in den folgenden fünf Jahren fünf weitere Studioalben, die alle ähnlich erfolgreich waren und sie um Platz 40 in den britischen Charts hielt. Mit dem Anfang 1980 veröffentlichten Just Testing erreichten sie letztmals Platzierungen in Deutschland, Großbritannien und den USA. Danach verließ mit Martin Turner das erste Mitglied die Band, das schon seit den Anfängen dabei war. Auf der Position des Bassisten kam es daraufhin zu einem mehrfachen Wechsel. John Wetton, der von King Crimson kam, blieb nur ein Jahr, sein Nachfolger Trevor Bolder blieb auch nur für ein Album. Und als 1985 das Album Raw to the Bone erstmals nicht mehr in die Charts kam, ging mit Mervyn Spence nicht nur der nächste Bassist, ihm folgte auch Leadgitarrist Laurie Wisefield. Er spielte anschließend bei Tina Turner, Roger Chapman, Joe Cocker, The Nokia Night of the Proms und im Queen-Musical We Will Rock You.
Nach zwei Jahren mit Ersatzmusikern, in denen Wishbone Ash nur live auftrat, kam es zur Wiederbelebung der Band. Ted und Martin Turner kehrten zurück und stellten mit Andy Powell und Steve Upton wieder die erste Formation her. Manager Copeland nahm sie bei seinem Label I.R.S. Records unter Vertrag und veröffentlichte zwei weitere Alben. Den früheren Erfolg konnten sie aber nicht wieder herstellen. Mit Steve Upton ging danach das zweite Ursprungsmitglied und nach einem weiteren Album verließ auch Martin Turner endgültig die Band. Er veröffentlichte ein Soloalbum und in den 2000ern tourte mit einer eigenen Band unter dem Namen Martin Turner’s Wishbone Ash und nahm mehrere Alben auf, bis ihm 2013 die Verwendung des Bandnamens untersagt wurde.
Ab 1995 war Andy Powell das einzige übriggebliebene Mitglied aus der ersten Formation von 1970 und blieb mit weiter wechselnder Besetzung der Kopf der Band. 1997 wechselte außer ihm erneut das komplette Line-up und die Band unternahm einen Ausflug in die Rave-Musik der 1990er Jahre. Zwei Electronic-Dance-Alben brachten ihnen zumindest Achtungserfolge in den Dance-Charts und der Musikkritik. Zum 30-jährigen Jubiläum und mit dem Album Bare Bones mit Neuaufnahmen alter Songs besann man sich aber wieder auf die Rockwurzeln der Band. In den 2000ern folgten weitere Albumveröffentlichungen. Neben Powell etablierte sich Bob Skeat als Bassist der Band, während zweiter Gitarrist und Schlagzeuger weiter wechselten. Mit Ben Granfelt und Muddy Manninen übernahmen zwei Finnen nacheinander die Gitarre.
2007 wurde mit First Light die bei einer Auktion in London zufällig wieder aufgetauchte Erstfassung des Debütalbums Wishbone Ash veröffentlicht, das auch zwei bisher unveröffentlichte Lieder sowie eine alternative Version des Songs Alone aus dem zweiten Album enthält. Im selben Jahr erschien auch ein weiteres Studioalbum, The Power of Eternity. Ende der 2000er ließen aber die Veröffentlichungen nach. Erst 2011 erschien ein weiteres Album und mit dem 24. Studioalbum der Band Anfang 2014 mit dem Titel Blue Horizon gelang ihnen noch einmal ein Überraschungserfolg, der sie in die deutschen Albumcharts brachte. 2020 erschien das Album Coat of Arms.

## Mitgliederübersicht
Die von zahlreichen Wechseln geprägte Bandgeschichte von Wishbone Ash ist nachfolgend anhand der Besetzungen dargestellt.
| Funktion in der Band | Album und Jahr      | Album und Jahr    | Album und Jahr | Album und Jahr       | Album und Jahr         | Album und Jahr   | Album und Jahr     | Album und Jahr         | Album und Jahr               | Album und Jahr      | Album und Jahr          | Album und Jahr              | Album und Jahr         | Album und Jahr | Album und Jahr       | Album und Jahr      | Album und Jahr        | Album und Jahr | Album und Jahr | Album und Jahr       | Album und Jahr          | Album und Jahr           | Album und Jahr   | Album und Jahr | Album und Jahr      | Album und Jahr           | Album und Jahr         | Album und Jahr      | Album und Jahr      |
| Funktion in der Band | Wishbone Ash (1970) | Pilgrimage (1971) | Argus (1972)   | Wishbone Four (1973) | There’s the Rub (1974) | Locked In (1976) | New England (1976) | Front Page News (1977) | No Smoke Without Fire (1978) | Just Testing (1980) | Number the Brave (1981) | Twin Barrels Burning (1982) | Raw to the Bone (1985) | (1985–1987)    | Nouveau Calls (1987) | Here to Hear (1989) | Strange Affair (1991) | (1992–1994)    | (1995–1996)    | Illuminations (1996) | Trance Visionary (1997) | Psychic Terrorism (1998) | Bona Fide (2002) | (2004–2005)    | Clan Destiny (2006) | Power of Eternity (2007) | Elegant Stealth (2011) | Blue Horizon (2014) | Coat of Arms (2020) |
| -------------------- | ------------------- | ----------------- | -------------- | -------------------- | ---------------------- | ---------------- | ------------------ | ---------------------- | ---------------------------- | ------------------- | ----------------------- | --------------------------- | ---------------------- | -------------- | -------------------- | ------------------- | --------------------- | -------------- | -------------- | -------------------- | ----------------------- | ------------------------ | ---------------- | -------------- | ------------------- | ------------------------ | ---------------------- | ------------------- | ------------------- |
| Gesang/E-Gitarre     | Andy Powell         | Andy Powell       | Andy Powell    | Andy Powell          | Andy Powell            | Andy Powell      | Andy Powell        | Andy Powell            | Andy Powell                  | Andy Powell         | Andy Powell             | Andy Powell                 | Andy Powell            | Andy Powell    | Andy Powell          | Andy Powell         | Andy Powell           | Andy Powell    | Andy Powell    | Andy Powell          | Andy Powell             | Andy Powell              | Andy Powell      | Andy Powell    | Andy Powell         | Andy Powell              | Andy Powell            | Andy Powell         | Andy Powell         |
| Gesang/E-Gitarre     | Ted Turner          | Ted Turner        | Ted Turner     | Ted Turner           | Laurie Wisefield       | Laurie Wisefield | Laurie Wisefield   | Laurie Wisefield       | Laurie Wisefield             | Laurie Wisefield    | Laurie Wisefield        | Laurie Wisefield            | Laurie Wisefield       | Jamie Crompton | Ted Turner           | Ted Turner          | Ted Turner            | Ted Turner     | Roger Filgate  | Roger Filgate        | Mark Birch              | Mark Birch               | Ben Granfelt     | Muddy Manninen | Muddy Manninen      | Muddy Manninen           | Muddy Manninen         | Muddy Manninen      | Mark Abrahams       |
| Bass/Gesang          | Martin Turner       | Martin Turner     | Martin Turner  | Martin Turner        | Martin Turner          | Martin Turner    | Martin Turner      | Martin Turner          | Martin Turner                | Martin Turner       | John Wetton             | Trevor Bolder               | Mervyn Spence          | Andy Pyle      | Martin Turner        | Martin Turner       | Martin Turner         | Andy Pyle      | Tony Kishman   | Tony Kishman         | Bob Skeat               | Bob Skeat                | Bob Skeat        | Bob Skeat      | Bob Skeat           | Bob Skeat                | Bob Skeat              | Bob Skeat           | Bob Skeat           |
| Schlagzeug           | Steve Upton         | Steve Upton       | Steve Upton    | Steve Upton          | Steve Upton            | Steve Upton      | Steve Upton        | Steve Upton            | Steve Upton                  | Steve Upton         | Steve Upton             | Steve Upton                 | Steve Upton            | Steve Upton    | Steve Upton          | Steve Upton         | Ray Weston            | Ray Weston     | Mike Sturgis   | Mike Sturgis         | Ray Weston              | Ray Weston               | Ray Weston       | Ray Weston     | Ray Weston          | Joe Crabtree             | Joe Crabtree           | Joe Crabtree        | Joe Crabtree        |

## Diskografie

### Studioalben
| Jahr | Titel                       | Höchstplatzierung, Gesamtwochen, AuszeichnungChartplatzierungen (Jahr, Titel, Platzierungen, Wochen, Auszeichnungen, Anmerkungen) | Höchstplatzierung, Gesamtwochen, AuszeichnungChartplatzierungen (Jahr, Titel, Platzierungen, Wochen, Auszeichnungen, Anmerkungen) | Höchstplatzierung, Gesamtwochen, AuszeichnungChartplatzierungen (Jahr, Titel, Platzierungen, Wochen, Auszeichnungen, Anmerkungen) | Höchstplatzierung, Gesamtwochen, AuszeichnungChartplatzierungen (Jahr, Titel, Platzierungen, Wochen, Auszeichnungen, Anmerkungen) | Anmerkungen                          |
| Jahr | Titel                       | DE | CH | UK | US | Anmerkungen                          |
| ---- | --------------------------- | --- | --- | --- | --- | ------------------------------------ |
| 1970 | Wishbone Ash                | — | — | UK29 (3 Wo.)UK | — |                                      |
| 1971 | Pilgrimage                  | — | — | UK14 (9 Wo.)UK | US174 (7 Wo.)US |                                      |
| 1972 | Argus                       | — | — | UK3 Gold · (20 Wo.)UK | US169 (13 Wo.)US |                                      |
| 1973 | Wishbone Four               | — | — | UK12 (10 Wo.)UK | US44 (15 Wo.)US |                                      |
| 1974 | There’s the Rub             | DE43 (1 Wo.)DE | — | UK16 Silber · (5 Wo.)UK | US88 (13 Wo.)US |                                      |
| 1976 | Locked In                   | — | — | UK36 (2 Wo.)UK | US136 (9 Wo.)US |                                      |
| 1976 | New England                 | DE35 (3 Wo.)DE | — | UK22 (3 Wo.)UK | US154 (9 Wo.)US |                                      |
| 1977 | Front Page News             | — | — | UK31 (4 Wo.)UK | US166 (4 Wo.)US |                                      |
| 1978 | No Smoke Without Fire       | — | — | UK43 (3 Wo.)UK | — |                                      |
| 1980 | Just Testing                | DE51 (5 Wo.)DE | — | UK41 (4 Wo.)UK | US179 (2 Wo.)US |                                      |
| 1980 | Number the Brave            | — | — | UK61 (5 Wo.)UK | — | Bass: John Wetton                    |
| 1982 | Twin Barrels Burning        | — | — | UK22 (5 Wo.)UK | — | Bass: Trevor Bolder (von Uriah Heep) |
| 2014 | Blue Horizon                | DE74 (1 Wo.)DE | — | — | — |                                      |
| 2020 | Coat of Arms                | DE22 (1 Wo.)DE | CH26 (1 Wo.)CH | — | — |                                      |
| 2023 | Live Dates Live – 1973–2023 | DE69 (1 Wo.)DE | — | — | — |                                      |

grau schraffiert: keine Chartdaten aus diesem Jahr verfügbar
Weitere Alben
- 1985: Raw to the Bone
- 1987: Nouveau Calls (Dieses reine Instrumentalalbum wurde unter M. Copelands Regie vom Original-Line-up Turner/Powell/Upton/Turner für das Konzept „No speak“ eingespielt und markierte eine 4-jährige Reunion-Phase der Band)
- 1989: Here to Hear
- 1991: Strange Affair
- 1996: Illuminations (Mit Schlagzeuger Mike Sturgis von Psycho Motel, der Band von Adrian Smith, eingespielt)
- 1998: Trance Visionary (Musikalischer Stilbruch: Techno-/Dance-Album)
- 1998: Psychic Terrorism (Musikalischer Stilbruch: Techno-/Dance-Album)
- 1999: Bare Bones (Ein „akustisches“ Album mit alten und 4 neuen Songs sowie der Stimme von Mark Birch)
- 2002: Bona Fide (Wurde mit den vier Bandmitgliedern Andy Powell, Ben Granfelt, Bob Skeat und Ray Weston eingespielt)
- 2004: Lost Pearls (Aufnahmen von 1978 bis 1982, die es nicht auf Veröffentlichungen geschafft hatten)
- 2006: Clan Destiny
- 2007: First Light (1969 aufgenommen, das „allererste“ Album)

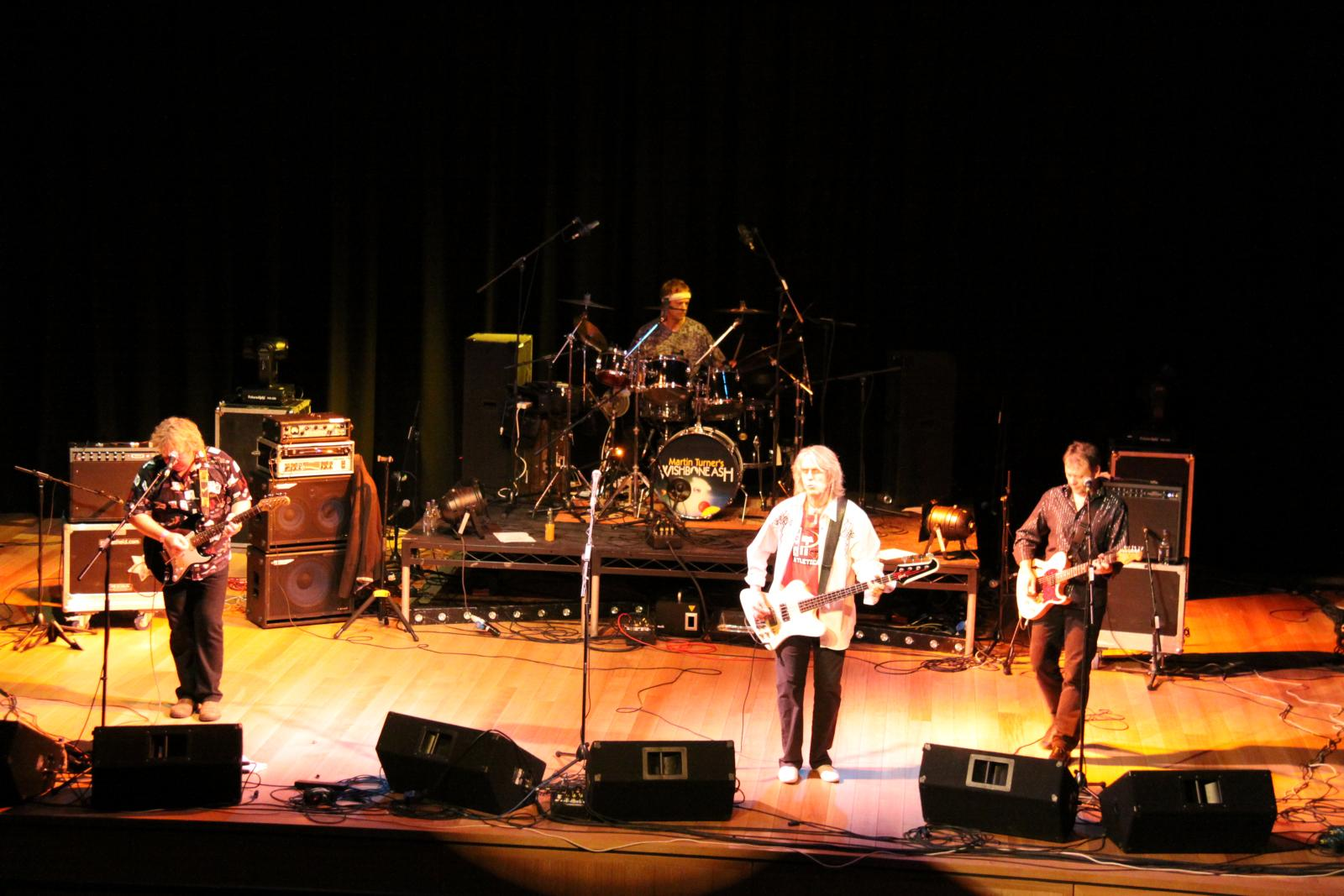
Martin Turner’s Wishbone Ash, 2010

- 2007: The Power of Eternity
- 2008: Tender
- 2011: Elegant Stealth

### Livealben
| Jahr | Titel                   | Höchstplatzierung, Gesamtwochen, AuszeichnungChartplatzierungen (Jahr, Titel, Platzierungen, Wochen, Auszeichnungen, Anmerkungen) | Höchstplatzierung, Gesamtwochen, AuszeichnungChartplatzierungen (Jahr, Titel, Platzierungen, Wochen, Auszeichnungen, Anmerkungen) | Höchstplatzierung, Gesamtwochen, AuszeichnungChartplatzierungen (Jahr, Titel, Platzierungen, Wochen, Auszeichnungen, Anmerkungen) | Anmerkungen                                                                               |
| Jahr | Titel                   | DE | UK | US | Anmerkungen                                                                               |
| ---- | ----------------------- | --- | --- | --- | ----------------------------------------------------------------------------------------- |
| 1973 | Live Dates              | — | UK— SilberUK | US82 (18 Wo.)US | Im Jahr 2020 als Nachpressung in farbigem Vinyl erschienen. Limited Edition (1.500 Stück) |
| 1980 | Live Dates II           | — | UK40 (3 Wo.)UK | — |                                                                                           |
| 1982 | Hot Ash                 | — | — | US192 (4 Wo.)US | Kompilation                                                                               |
| 2019 | Live at Rockpalast 1976 | DE52 (1 Wo.)DE | — | — |                                                                                           |

Weitere Livealben
- Live from Memphis (1972)
- Live in Tokyo (1979)
- Live Dates II – Additional Tapes (1980)
- Lady Whiskey (1982)
- BBC Radio 1 Live in Concert (1991)
- The Ash Live in Chicago (1992)
- Mother of Pearl – Live (At the Liverpool Empire) (1995)
- Live at the BBC (1996)
- Live in Geneva (1996)
- Live – Timeline (1997)
- Archive Series (1998)
- The King Will Come – Live (1999)
- Live Dates III (2001)
- Live in Bristol (2002)
- Tracks (2002, Aufnahmen von 1972 bis 2001)
- Tracks 2 (2003, Aufnahmen von 1972 bis 2002)
- Almighty Blues (2004)
- Live at XM Satellite Radio (2006)
- Tracks 3 (2007)
- Live in Hamburg (2007)
- Argus “Then Again” Live (2008)
- 40th Anniversary Concert – Live in London (2009)
- Performance (2011)

### Kompilationen
- An Evening Program with Wishbone Ash (1972)
- Milestones (1975)
- Masters of Rock (1975)
- The Best of Wishbone Ash (1975)
- Australian Tour Sampler (1975)
- Special DJ Copy (1975)
- The Original Wishbone Ash (1977)
- That’s Wishbone Ash (1977)
- Classic Ash (1977)
- Wishbone Ash (1981)
- The Best of Wishbone Ash (1981)
- Time Was/The Wishbone Ash Collection (1993)
- The Very Best of Wishbone Ash: Blowin’ Free (1994)
- The King Will Come – Best (1996, Aufnahmen von 1970 bis 1981, Zounds, alle Titel digital remastert)
- The Best of Wishbone Ash (1997)
- Distillation (1997)
- Outward Bound (1997)
- The Millennium Collection (1999)
- Blowin’ Free – An Introduction to Wishbone Ash (2001)
- The Collection (2003)
- Backbones (2004)
- Ambition Series – Mystery Man (2005)
- Ambition Series – The King Will Come (2005)
- Tough (2008)
- Tender (2008)
- Melodic Sounds (2009)
- Sometime World – An MCA Travelogue (2010)
- Road Works (Box mit 4 Live-CDs, 2015)
- The Vintage Years 1970-1991 (Box mit 30 CDs, 2018)

### Singles
- Blind Eye/Queen of Torture (Januar 1971)
- Jail Bait/Lullabye (September 1971)
- No Easy Road/Blowin’ Free (August 1972)
- So Many Things to Say/Rock ’n’ Roll Widow (Juli 1973)
- Hometown/Persephone (November 1974)
- Silver Shoes/Persephone (Februar 1975)
- Outward Bound/Lorelei (November 1976)
- Phoenix/Blowin’ Free/Jail Bait (April 1977)
- Front Page News/Diamond Jack (September 1977)
- Goodbye Baby, Hello Friend (Oktober 1977)
- You See Red/Bad Weather Blues (Live) (September 1978)
- Come On/Fast Johnny (August 1979)
- Living Proof/Jail Bait (Live) (Januar 1980)
- Helpless (Live)/Blowin’ Free (Live) (Mai 1980)
- Underground/My Mind Is Made Up (März 1981)
- Get Ready/Kicks on the Street (Mai 1981)
- Engine Overheat/Genevieve (September 1982)
- No More Lonely Nights/Streets of Shame (Dezember 1982)
- In the Skin/Tangible Evidence (Mai 1988)
- Cosmic Jazz/T-Bone Shuffle (Juli 1989)
- Trance Visionary/Wronged by Righteousness/Heritage/Powerbright (Oktober 1998)
- Reason to Believe (Mai 2010)

### Videoalben
- Lorelei (1976)
- Classic Rock Legends (1989)
- 30th Anniversary Concert – Live at Shepherds Bush Empire (2000)
- 25th Anniversary of the Marquee (2001)
- Almighty Blues – Live in London & Beyond (2003)
- Phoenix Rising – Classic Ash : Then & Now (2004)
- The Live Broadcasts (2006)
- Live at the Spirit of ’66 (2006)
- Live in Hamburg (2007)
- 40th Anniversary Concert – Live in London (2009)
- This Is Wishbone Ash – A Rockumentary (2010)
- Wishbone Ash – Live in Paris 2015 (2015)

### Soloveröffentlichungen der Mitglieder
Martin Turner
- Walking the Reeperbahn (1996)
- The Garden Party – Live (Livealbum, 2014)
- Written in the Stars (2015)

Martin Turner’s Wishbone Ash
- New Live Dates Vol. 1 (Livealbum, 2006)
- New Live Dates Vol. 2 (Livealbum, 2007)
- Argus Through the Looking Glass (2008)
- Life Begins Tour – Live in Leicester 2010 (Livealbum/DVD, 2012)

Ted Turner
- Eclektic Value (2010)

Ben Granfelt
- Notes from the Road (2008)
- Handmade (2014)
- Another Day (2016)

Muddy Manninen
- Long Player (2017)

## Bücher
- Andy Powell: “Eyes Wide Open” - True Tales of a Wishbone Ash Warrior (2015)
- Martin Turner: No Easy Road (2012)

## Nachweise
1. ↑  Russell Hall: 10 Great Dual Lead Guitar Albums (Memento vom 15. August 2012 im Internet Archive)
2. 1 2  Chartquellen: Deutschland – Schweiz – UK – USA
3. 1 2  The Billboard Albums von Joel Whitburn, 6th Edition, Record Research 2006, ISBN 0-89820-166-7.
4. 1 2  Gold-/Platindatenbank der BPI (Großbritannien)